# Filinia australiensis
Filinia australiensis är en hjuldjursart som beskrevs av Koste 1980. Filinia australiensis ingår i släktet Filinia och familjen Trochosphaeridae. Inga underarter finns listade i Catalogue of Life.